# Wilk stepowy
Wilk stepowy (niem. Der Steppenwolf) – powieść egzystencjalna Hermanna Hessego z 1927, współcześnie zyskująca miano najsłynniejszego dzieła tego pisarza i jednej z najbardziej znaczących powieści XX wieku. Treścią utworu są rozterki duchowe samotnika, Harry’ego Hallera (nazywanego metaforycznie „wilkiem stepowym”), prawdopodobnie alter ego samego autora.

## Treść
Powieść z różnych punktów widzenia przygląda się postaci Harry’ego Hallera – którego skomplikowana, rozdwojona osobowość staje się pretekstem do osobistych przemyśleń autora i egzystencjalnych treści. Powieść porusza problemy: kwestię wolności, społecznego eskapizmu, nieprzystosowania do mieszczańskiego modelu życia, wolnej miłości oraz dążenia do duchowej wspólnoty z sobą samym i z ludźmi zgodnie z filozofią buddyjską. Wątkiem pobocznym powieści jest analiza muzyki jazzowej jako interesującego zjawiska kulturowego XX wieku.

## Forma
Powieść jest niejednorodna stylistycznie: w jej toku autor wielokrotnie zmienia konwencję, punkt widzenia, narrację i styl. Występują obok siebie wątki realistyczne i surrealistyczne.

## Tematy filozoficznej dyskusji w powieści
Postać Harry’ego nawiązuje do Fausta Johanna Wolfganga Goethego i osobistych doświadczeń autora, na co wskazuje inicjał HH. Ważne miejsce w powieści zajmuje ponadto sama postać Goethego jako reprezentanta literatury niemieckiej, z którym Harry podejmuje dialog na planie onirycznym.

## Postacie
- Harry Haller – protagonista, mężczyzna w średnim wieku
- Pablo – saksofonista jazzowy, kochanek Herminy
- Hermina – młoda kobieta, kochanka Pabla i Marii, którą Haller spotyka w barze Czarny Orzeł
- Maria – przyjaciółka, kochanka Herminy

## Przekłady
Pierwsze polskie wydanie powieści ukazało się w 1929 roku nakładem wydawnictwa Rój w tłumaczeniu Józefa Wittlina. Drugi oficjalny przekład tej książki jest autorstwa Gabrieli Mycielskiej.

## Wpływ i inspiracje
Dalsze losy bohatera Wilka stepowego, Harry’ego Hallera, oraz swoisty do niego komentarz przedstawia napisane w latach trzydziestych krótkie opowiadanie O wilku stepowym, które weszło w skład zbioru Traumfāhrte, wydanego w 1945.
Sceny rozgrywające się w teatrze magicznym uznane zostały za opis wizji narkotycznych. Prawdopodobnie z tego powodu powieść stała się w latach 60. XX wieku popularna wśród hipisów.
W 1974 amerykański reżyser Fred Haines nakręcił na podstawie powieści film z Maxem von Sydowem w roli głównej.
Od tytułu powieści wziął nazwę święcący tryumfy na przełomie lat 60. i 70. amerykański zespół rockowy Steppenwolf.